# Síndrome (serie de televisión)
Síndrome (en hangul, 신드롬) es una serie de televisión de drama médico surcoreana emitida durante 2012 y protagonizada por Han Hye Jin, Song Chang Eui y Park Gun Hyung.
Fue trasmitida por JTBC desde el 13 de febrero hasta el 17 de abril de 2012, finalizando con una longitud de 20 episodios emitidos cada lunes y martes a las 20:45 (KST). La trama de la serie toma lugar en el mundo de la neurocirugía, donde una estudiante de medicina se encuentra en un triángulo amoroso con dos colegas médicos.

## Argumento
Lee Hae Jo (Han Hye Jin) es una residente de primer año especializado en neurocirugía. Ella no se graduó de una escuela de medicina de primer nivel, pero está decidida a convertirse en la mejor neurocirujana. 
Cha Yeo Wook (Song Chang Eui) también es un residente de primer año de neurocirugía, pero a diferencia de Hae Jo, Yeo Wook se graduó de la mejor escuela de medicina y es el nieto del presidente de la junta en el Hospital de la Universidad de Corea. Su formación para convertirse en un médico es impecable. Kang Eun Hyun (Park Gun Hyung) es el residente jefe de neurocirugía, ante ellos dos Hae Jo entra en un triángulo amoroso sin poder decidirse entre ellos dos, o su carrera de neurocirujana.

## Reparto

### Principal
- Han Hye Jin como Lee Hae Jo.
- Song Chang Eui como Cha Yeo Wook.[4]
- Park Gun Hyung como Kang Eun Hyun.[5]

### Secundario
- Jo Jae Hyun como Cha Tae Jin.
- Kim Sung Ryung como Oh Eun Hee.
- Kim Yu Seok como Min Sung Joon.
- Im Byung Gi como Lee Gyu Jo.
- Im Won-hee como Oh Gwang-hee.
- Um Hyo-sup como Park Sun-woo.
- Yoon Ji-min como Kim Yi-joon.[6]
- Jang Seong Won como Heo Jo Gang.
- Kim Dong Hyeon como Lee Jae Yoon.
- Baek Ok Dam como Ko Ah Reum.
- Cha Min-ji como Min-ji.

## Emisión internacional
- Estados Unidos: tvK.